# Gernot Böhme
 (novembre 2018).
Pour les articles homonymes, voir Böhme.
Gernot Böhme, né le 3 janvier 1937 à Dessau et mort le 20 janvier 2022, est un philosophe allemand ayant publié dans le domaine de la philosophie des sciences, de la théorie du temps, de l'esthétique, de l'éthique et de l'anthropologie philosophique.
Il est en Allemagne l'un des pionniers de l'« écocritique », l'étude de la relation entre la culture et l'environnement. Il a été le directeur de l'Institut de philosophie pratique à Darmstadt.

## Biographie
Gernot Böhme fait des études de mathématiques, de physique et philosophie à Göttingen et à Hambourg, et a obtenu son doctorat en philosophie à l'université de Hambourg en 1965.
En tant que chercheur, il a travaillé à l'Institut Max-Planck avec Carl Friedrich von Weizsäcker. De 1977 à 2002, il a été professeur de philosophie à l'université de technologie de Darmstadt.
Son travail sur la notion d'atmosphère, conjointement à celui du philosophe Hermann Schmitz (de), a inspiré les chercheurs dans les domaines de la philosophie, de l'esthétique, et de l'anthropologie.

## Œuvres

### Livres en français
- (préface par Emmanuel Alloa et Céline Flécheux, postface de Mildred Galland-Szymkowiak ; traduit de l'allemand par Martin Kaltenecker et Franck Lemonde), Aisthétique : pour une esthétique de l'expérience sensible, Les Presses du réel, coll. « Perceptions », 2020

### Livres en allemand
- Atmosphäre. Essais zur neuen Ästhetik, Francfort-sur-le-Main, 1995
- Theorie des Bildes, Munich, Fink, 1999
- Aisthetik. Vorlesungen über Ästhetik als allgemeine Wahrnehmungslehre, Fink, 2001
- Die Natur vor uns. Naturphilosophie in pragmatischer Hinsicht, Kusterdingen, 2002
- Der Typ Sokrates, Suhrkamp, 2003
- Goethes Faust als philosophischer Texte, Kusterdingen, Mourir Graue Edition, 2005
- Architektur und Atmosphäre, Munich, 2006
- Invasive Technisierung. Technikphilosophie und Technikkritik, Kusterdingen, 2008
- Ethik leiblicher Existenz. Über unseren moralischen Umgang mit der eigenen Natur, Francfort-sur-le-Main, Suhrkamp, 2008
- Ich-Selbst. Über die Formation des Subjekts, 2013
- Bewusstseinsformen, 2016
- Ästhetischer Kapitalismus, 2017
- Leib. Die Natur, die wir selbst sind, 2019

### Traductions anglaises
- Ethics in Context: The Art of Dealing with Serious Questions, Polity; 2001
- Invasive Technification: Critical Essays in the Philosophy of Technology, Continuum, 2012
- Atmospheric Architectures: The Aesthetics of Felt Spaces, Bloomsbury, 2017
- Critique of Aesthetic Capitalism, Mimesis, 2017

### Articles en français
- (traduit de l'allemand par Maxime Le Calvé), « L’atmosphère, fondement d’une nouvelle esthétique ? », Communications, 2018/1 (n° 102), Seuil, pp. 25-49[6]